# Пеларко
Пеларко (ісп. Pelarco) — селище в Чилі. Адміністративний центр однойменної комуни. Населення - 1 822 особи (2002). Селище і комуна входить до складу провінції Талька і регіону Мауле.
Територія — 332 км². Чисельність населення - 8422 мешканця (2017). Щільність населення — 25,4 чол./км².

## Розташування
Селище розташоване за 20 км на схід від адміністративного центру області, міста Талька.
Комуна межує:
- на півночі - з комунами Сан-Рафаель, Ріо-Кларо
- на півдні - з комуною Сан-Клементе
- на заході - з комуною Талька